# تعلیق به محال

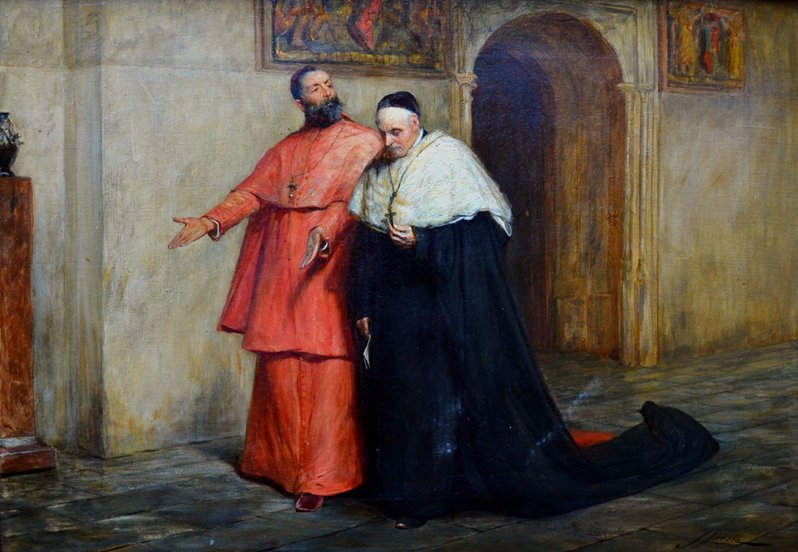
نقاشی‌ای با عنوان «تعلیق به محال» اثر ژان پتی

تعلیق به محال یا احاله به محال (Reductio ad absurdum، به معنای «کاستن تا حد پوچی») در منطق، تلاشی است برای نشان دادن اینکه یک گزاره در نهایت خود نتایجی ناممکن، غیرعملی، یا بی‌معنا را در پی دارد و از این رو نمی‌توان حقیقت داشته باشد. سابقهٔ استفاده از این برهان به فلاسفهٔ پیشاسقراطی می‌رسد و فیلسوف یونانی ارسطو با مطرح کردن اصل امتناع تناقض، تعلیق به محال را تعریف کرد. در ریاضیات، برهان خلف بر اساس تعلیق به محال است.

## مثال‌ها
یک استدلال تعلیق به محال، می‌تواند طیف وسیعی از اَشکال را داشته باشد، همانطور که این مثال‌ها نشان می‌دهند:
- زمین نمی‌تواند تخت باشد؛ زیرا در غیر این صورت، از آنجایی که زمین از نظر وسعت محدود فرض می‌شود، مردم را در حال سقوط از لبه می‌بینیم.
- کوچک‌ترین عدد گویای مثبت وجود ندارد؛ زیرا اگر وجود داشت، می‌توان آن را بر دو تقسیم کرد تا عدد کوچک‌تری به‌دست آید.

مثال اول استدلال می‌کند که انکار مقدمه، منجر به نتیجه‌ای مضحک می‌شود، برخلاف شواهد حواس ما. مثال دوم، یک برهان خلف است که استدلال می‌کند که انکار مقدمه، منجر به یک تناقض منطقی می‌شود («کوچک‌ترین» عدد وجود دارد و در عین حال، عددی کوچک‌تر از آن وجود دارد!).

## تفاوت با برهان خلف
بسیاری از نویسندگان، از تعلیق به محال به معنای همان برهان خلف و اثبات غیرمستقیم استفاده می‌کنند، اما نویسندگان دقیق‌تر، این دو را متمایز می‌کنند. به عنوان یک تفاوت جزئی بین این دو، می‌توان گفت که در تعلیق به محال، یک گزاره مانند {\displaystyle P} را درست فرض می‌کنیم و سپس با استدلال‌های منطقی، به یک نتیجۀ پوچ یا در تناقض با واقعیت می‌رسیم و نتیجه می‌گیریم که {\displaystyle P} نادرست است، اما در برهان خلف، یک گزاره مانند {\displaystyle P^{\prime }} را نادرست فرض می‌کنیم و به تناقض یا یک نتیجۀ غیرممکن می‌رسیم و نتیجه می‌گیریم که {\displaystyle P^{\prime }} باید درست باشد.